# Pterocaesio trilineata
Espèce
Pterocaesio trilineata est une espèce de poissons Perciformes de la famille des Caesionidae.

## Référence
- Carpenter,  1987 : Revision of the Indo-Pacific fish family Caesionidae (Lutjanoidea), with descriptions of five new species. Indo-Pacific Fishes n. 15, p. 1-56.